# ペルノ・リカール
ペルノ・リカール（仏: Pernod Ricard S.A.）は、フランスの世界的酒造メーカー。ワイン・スピリッツで世界第1位。

## 沿革
1975年、ペルノ社とリカール社が合併してペルノ・リカール・グループ誕生。2社はアニスの実で香りを付けた食前酒のメーカーとしてよく知られた存在だった。
2001年、同グループは、カナダの企業グループ・シーグラムのワイン・スピリッツ部門を獲得し、大きな成長を遂げた。同部門は、2000年にヴィヴェンディとシーグラムの合併で生まれたヴィヴェンディ・ユニバーサルに売りに出されていたのである。2003年、ペルノ・リカールの年間総売上高は、34億ユーロに達し、純益は4億6,400万ユーロとなった。社員数は、12,000名をやや超えるまでの規模となった。
2005年、世界第3位のスピリッツ企業となったペルノ・リカールは、アメリカの盟友企業・フォーチュン・ブランズと、世界第2位のライバル企業であるアライド・ドメック (イギリス) の買収交渉を行なった。アライド・ドメックは、1994年の複合的な合併により誕生した、あまり活発ではないコングロマリットであったが、テキーラでは「サウザ」、コニャックでは「マーテル」、リキュールでは「カルーア」、ウイスキーでは「バランタイン」、「アベラワー」、「ロング・ジョン」、「シーバス」、「カナディアン・クラブ」といった強力なブランドを有していた。
アライド・ドメックの獲得により、ペルノ・リカールは、ワイン・スピリッツ部門ではディアジオに次ぐ世界第2位の企業グループに浮上し、年間総売上高は、56億ユーロに達するほどになった。
2008年3月、ペルノ・リカールはスウェーデン政府からヴィン&スピリトを買収したことにより、ワイン・スピリッツ部門では、世界第一位の企業グループとなった。
ペルノ・リカール・グループは、ヨーロッパ、日本、メキシコ、ブラジル、中国及びロシアで第1位となっている。

## 日本法人
1990年、日本の現地法人として、「ペルノ・リカール・ジャパン株式会社」（PERNOD RICARD JAPAN K.K.）が設立された。ペルノ・リカール製品を中心とする酒類の輸入・販売を行っている。本社は東京（文京区）にあり、大阪市など7カ所に営業所を持つ。

## 銘柄一覧 (種類別)

### 無色酒
- ウォッカ 
  - アブソルート - Absolut
  - ストリチナヤ - Stolichnaya
  - ズブロッカ (バイソングラス (別名 ズブロッカ草) で香りをつける) - Żubrówka
  - ビボロワ - Wyborowa
  - ポーラー・アイス - Polar Ice
  - モスコフスカヤ - Moskovskaya

- ジン 
  - コーク・ドライ・ジン - Cork Dry Gin
  - シーグラムス・ジン - Seagram's Gin
  - ビーフィーター - Beefeater

- テキーラ 
  - オルメカ - Olmeca
  - ビウダ・デ・ロメロ - Viuda de Romero

### ビターズ
- アマーロ・ラマゾッティ - Amaro Ramazzotti
- スーズ - Suze
- フェルネ・カプリ - Fernet Capri
- ベヘロフカ - Becherovka

### ワイン・食前酒 (ワインベース)
- オーストラリア・ワイン 
  - ウィンダム・エステート - Wyndham Estate
  - ジェイコブス・クリーク - Jacob's Creek
- ニュージーランド・ワイン 
  - コーバンズ - Corbans
  - ジャックマン・リッジ - Jackman Ridge
  - ストーンリー - Stoneleigh
  - チャーチ・ロード - Church Road
  - モンタナ - Montana
- スペイン・ワイン 
  - アウラ - Aura
  - アスピリクエタ - Azpilicueta
  - ビーニャ・アルコルタ - Viña Alcorta
  - カンポ・ビエホ - Campo Viejo
  - シグロ - Siglo
  - タルスス - Tarsus
  - パラシオ・デ・ラ・ベガ - Palacio de la Vega
  - マルケス・デ・アリエンソ - Marques de Arienzo
  - レアル・サングリア - Real Sangria
- アルゼンチン・ワイン 
  - エチャート - Etchart
  - グラフィーニャ - Graffigna
  - コロン - Colon
  - サンタ・シルビア - Santa Silvia
  - バルビ - Balbi
- 発泡ワイン (スパークリング・ワイン) [注釈 1]
  - カフェ・ド・パリ - Café de Paris
  - キャネイ - Canei
  - キャリントン - Carrington
  - ジェイコブス・クリーク - Jacob's Creek
  - シャルドネ・ピノ・ノワール - Chardonnay Pinot Noir
  - マム・エスプマンテ - Mumm Espumante
  - マム・キュヴェ・ナパ - Mumm Cuvée Napa
- シャンパン 
  - G.H.マム - Champagne G.H.Mumm
  - ペリエ・ジュエ - Champagne Perrier-Jouët
- 食前酒 (ワインベース及び天然甘口ワインベース) 
  - アンバサダー - Ambassadeur
  - サンデマン - Sandeman
  - デュボネ - Dubonnet
  - バルティソル - Bartissol
  - ビイル - Byrrh
  - ラ・イーナ - La Ina
- その他 
  - アルマデン - Almaden
  - XA
  - オールド・トビリシ - Old Tbilissi
  - タマダ - Tamada
  - ロング・マウンテン - Long Mountain

### 食前酒（アニス入り）・パスティス
- アンリ・ルイ・ペルノ - Henri-Louis Pernod
- ウゾ・ミニ - Ouzo Mini
- パシフィック - Pacific
- パスティス51 - Pastis 51
- ペルノ - Pernod
- ペルノ（アブサン風味） - Pernod aux extraits d'absinthe
- リカール - Ricard

### コニャック
- ビスキー – Bisquit
- マーテル - Martell[注釈 2]
- ルノー - Renault

### ブランデー
- アステコ・デ・オロ - Azteco De Oro
- アニェホ・ロス・レイエス - Añejo Los Reyes
- ドン・ペドロ - Don Pedro
- ブランデー・ドメック - Brandy Domecq
- プレジデント - Presidente

### リキュール
- カルーア (コーヒー・リキュール) - Kahlua
- キューゼニア - Cusenier
- シャーズ - Shaaz
- ジャンゴア - Djangoa
- ソコ (パチャラン) - Zoco (patxaran)
- ソーホー (ライチ・リキュール) - Soho
- ティア・マリア - Tia Maria
- ディタ (ライチ・リキュール) - Dita
- ハイラム・ウォーカー - Hiram Walker
- ルアビエハ (スペイン) - Ruavieja (Espagne)

### ラム酒
- ハバナ・クラブ - Havana Club
- モンティーリャ - Montilla
- ラムス・ネイヴィー - Lamb's Navy Rum

### ウイスキー
- スコッチ・ウイスキー（ブレンデッド） 
  - インペリアル - Imperial
  - クラン・キャンベル - Clan Campbell
  - サムシング・スペシャル - Something Special
  - シーバスリーガル - Chivas Regal
  - スチュワーツ・クリーム・オブ・ザ・バーレー - Stewarts cream of the Barley
  - パスポート - Passport
  - バランタイン - Ballantine's
  - ロイヤルサルート - Royale Salute
  - ロング・ジョン - Long John
  - 100パイパーズ - 100 Pipers
- スコッチ・ウイスキー（シングルモルト） 
  - アベラワー - Aberlour
  - ザ・グレンリベット - The Glenlivet
  - スキャパ - Scapa
  - ストラスアイラ - Strathisla
  - トーモア - Tormore
  - ロングモーン - Longmorn
- アイリッシュ・ウイスキー 
  - ジェムソン - Jameson
  - パディ - Paddy
  - パワーズ・ゴールドラベル - Powers Gold Label
- バーボン・ウイスキー 
  - ウォーカーズ・デラックス - Walkers Deluxe
  - フォア・ローゼズ - Four Roses
- カナディアン・ウイスキー 
  - ウォーカー・スペシャル・オールド - Walker Special Old
  - ワイザース - Wisers
- その他 
  - ダンバー (ウイスキー) - Dunbar
  - ドブレ・ベ - Doble V
  - ナツ・ノビリス - Natu Nobilis
  - ブレンダーズ・プライド - Blenders Pride
  - ロイヤル・カナディアン - Royal Canadian
  - ロイヤル・スタッグ - Royal Stag
  - シーグラムズ・セブン・クラウン - Seagram's 7 Crown